# Sedeae
Sedeae, tribus tustikovki smješten u potporodicu Sempervivoideae. Postoji 15 rodova; tipični rod je žednjak (Sedum).
Godine 2022, otkrivena je najnovija vrsta Sedum dormiens u planinama Sierra de Manantlán, u meksičkoj državi Jalisco

## Rodovi
1. Tribus Sedeae Fr.
  1. Pistorinia DC. (4 spp.)
  2. Rosularia (DC.) Stapf (22 spp.)
  3. Prometheum (A. Berger) H. Ohba (8 spp.)
  4. Afrovivella A. Berger (1 sp.)
  5. Sedella Fourr. (4 spp.)
  6. Dudleya Britton & Rose (47 spp.)
  7. Sedum L. (449 spp.)
  8. Cremnophila Rose (3 spp.)
  9. Villadia Rose (27 spp.)
  10. Lenophyllum Rose (7 spp.)
  11. Reidmorania Kimnach (1 sp.)
  12. Graptopetalum Rose (20 spp.)
  13. Thompsonella Britton & Rose (8 spp.)
  14. Echeveria DC. (183 spp.)
  15. Pachyphytum Link, Klotzsch & Otto (24 spp.)